# Rastrococcus viridarii
Rastrococcus viridarii är en insektsart som beskrevs av Williams 1989. Rastrococcus viridarii ingår i släktet Rastrococcus och familjen ullsköldlöss. Inga underarter finns listade i Catalogue of Life.